# Donald McKay (Schiffbauer)

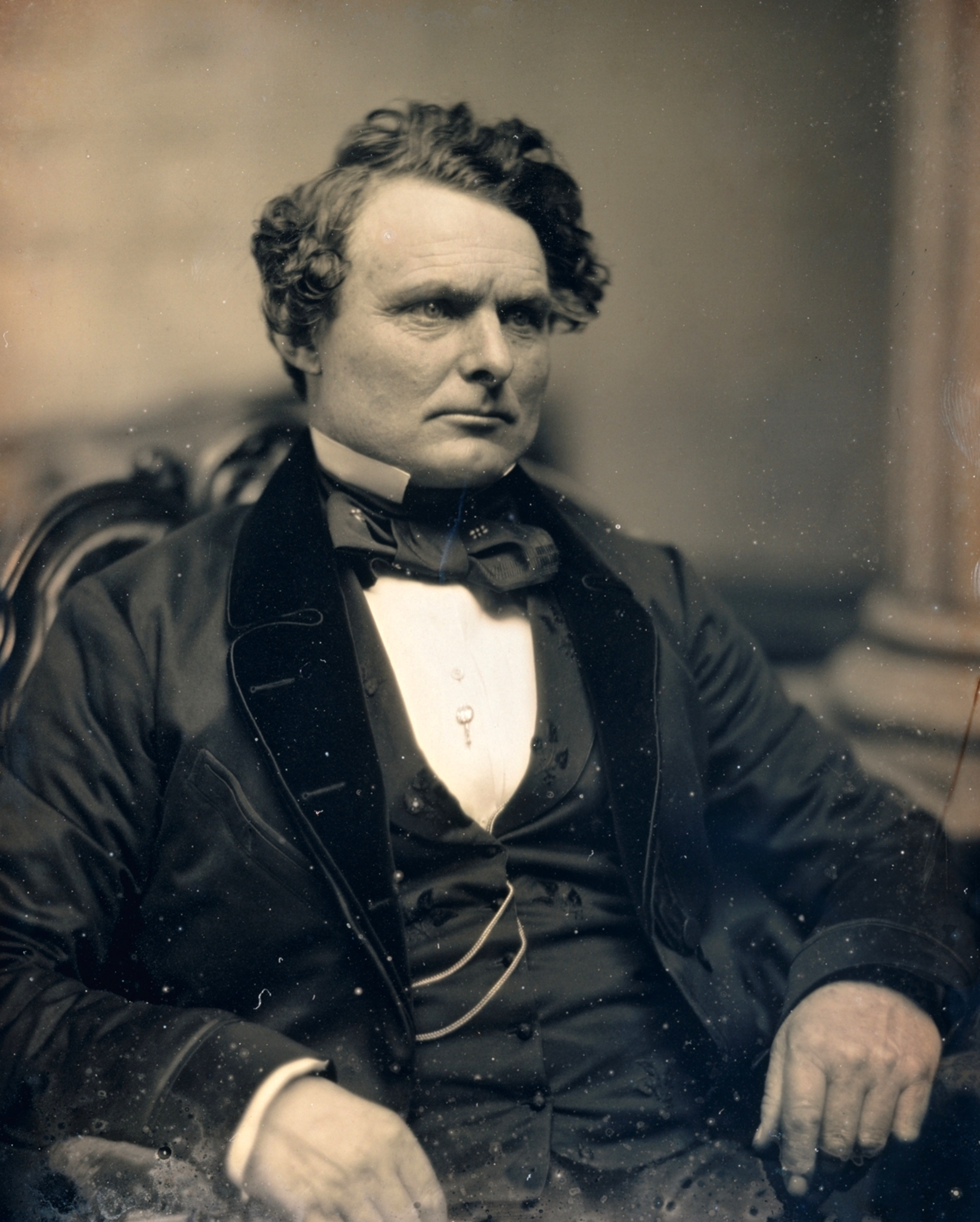
Donald McKay, Daguerreotypie von Southworth & Hawes (um 1850)

Donald McKay (* 4. September 1810 in Nova Scotia; † 20. September 1880 in Hamilton, Massachusetts) war ein kanadisch-amerikanischer Schiffbauer.
1827 wanderte McKay von Kanada nach New York aus. Er arbeitete zunächst bei Isaac Webb. 1841 eröffnete McKay seine erste eigene Werft in Newburyport. 1845 verlegte er seinen Standort nach Boston.
Der erste Klipper, den er dort baute, war die Stag Hound von 1850. Von McKay stammten einige der berühmtesten Klipper ihrer Zeit, so etwa die Lightning, die mit einer Tagesstrecke von 436 Seemeilen lange Zeit einen Weltrekord hielt und eine Geschwindigkeit von 21 Knoten erreichte, sowie die James Baines, die in der Rekordzeit von 133 Tagen die Welt umrundete und außerdem mit einer Fahrzeit von zwölf Tagen und sechs Stunden eine Rekordfahrt über den Atlantik von Boston nach Liverpool verbuchen konnte. Die Glory of the Seas aus dem Jahr 1869 legte die Strecke New York–San Francisco im Jahr 1869 in der Zeit von 94 Tagen zurück, konnte jedoch die Rekordzeit der ebenfalls von McKay stammenden Flying Cloud von 89 Tagen und 8 Stunden aus dem Jahr 1854 nicht brechen. Die von McKay stammende Great Republic war der größte Klipper, der je gebaut wurde.
Nach Donald McKay wurde die Donald McKay benannt.
Die große Zeit der Klipper war um 1855 zu Ende. Ab 1863 baute McKay auch Schiffe mit Metallrümpfen, unter anderem für die Navy, darunter das Kriegsschiff Nausett. McKay hatte jedoch in dieser späteren Phase seines Schaffens keinen finanziellen Erfolg mehr.
Am 19. Mai 1938 ehrte die kanadische Regierung McKay für sein Wirken dadurch, dass sie ihn zu einer „Person von nationaler historischer Bedeutung“ erklärte.

## Liste der von Donald McKay gebauten Schiffe

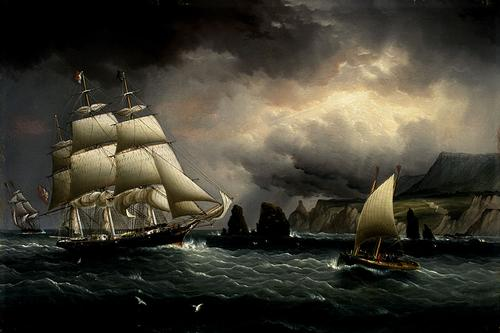
Die Flying Cloud

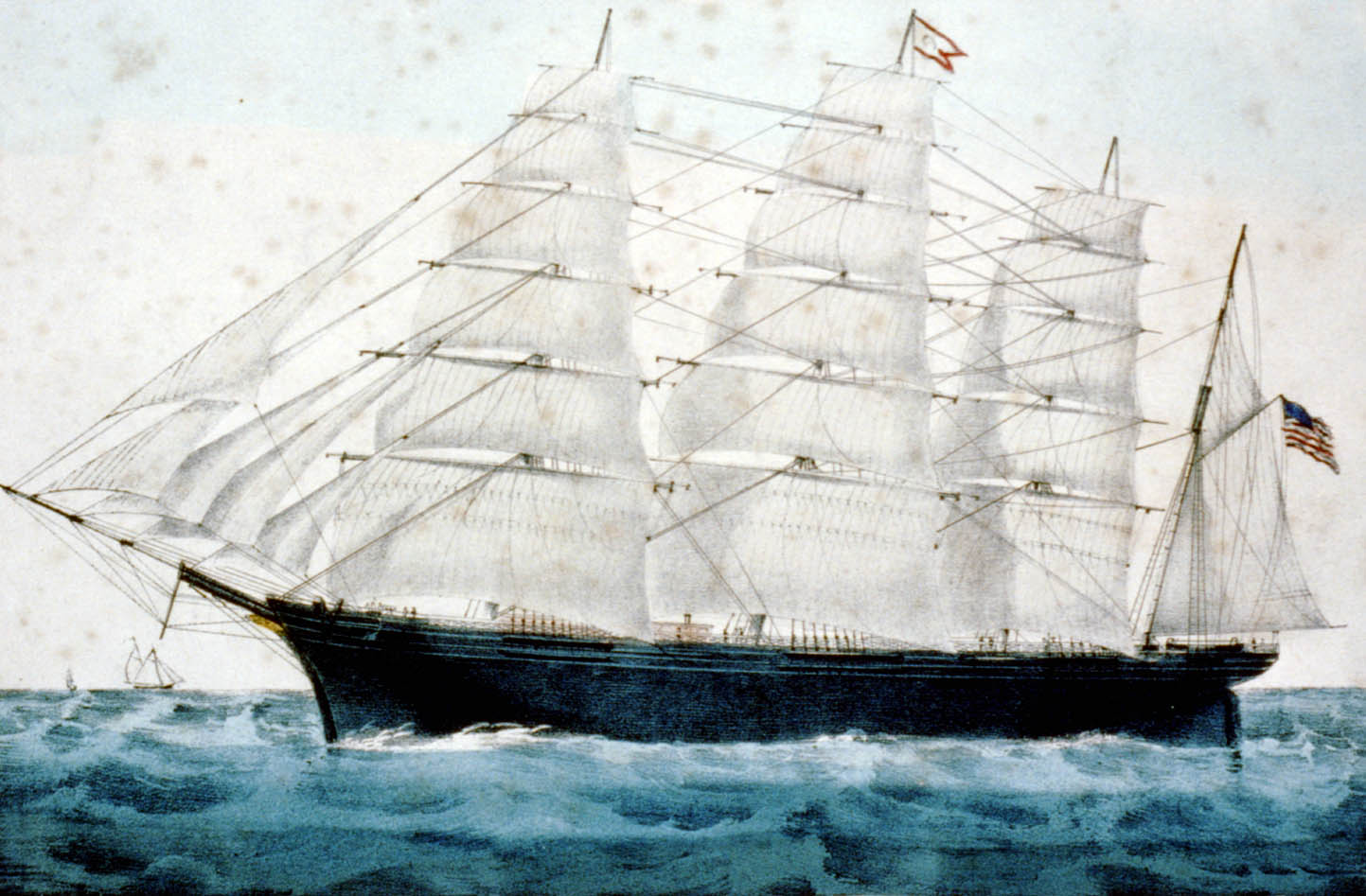
Die Great Republic

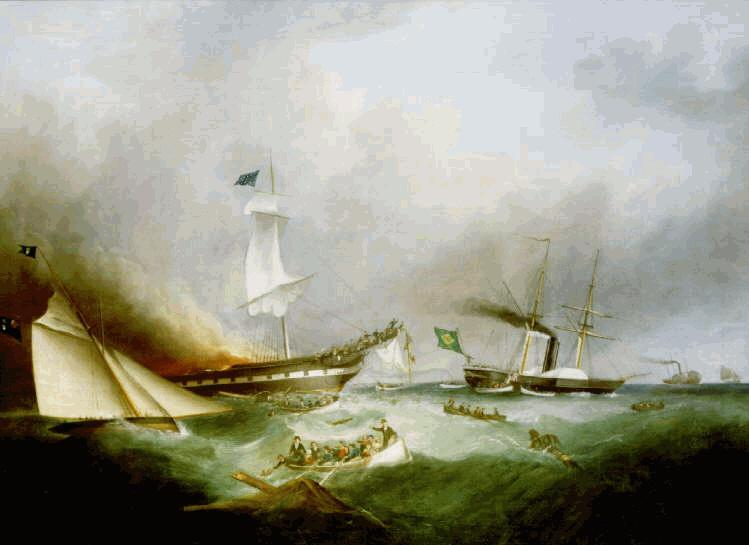
Brand der Ocean Monarch

- 1842: Courier
- 1843: St. George
- 1844: John R. Skiddy
- 1844: Joshua Bates
- 1845: Washington Irving
- 1846: Anglo Saxon
- 1846: New World
- 1847: A.Z.
- 1848: Ocean Monarch
- 1848: Anglo American
- 1848: Jenny Lind
- 1848: L.Z.
- 1849: Plymouth Rock
- 1849: Helicon
- 1849: Reindeer
- 1849: Parliament
- 1850: Moses Wheeler
- 1850: Sultana
- 1850: Cornelius Grinell
- 1850: Antarctic
- 1850: Daniel Webster
- 1850: Stag Hound
- 1851: Flying Cloud
- 1851: Staffordshire
- 1851: North America
- 1851: Flying Fish
- 1852: Sovereign of the Seas
- 1852: Westward Ho!
- 1852: Bald Eagle
- 1853: Empress of the Seas
- 1853: Star of Empire
- 1853: Chariot of Fame
- 1853: Great Republic
- 1853: Romance of the Sea
- 1854: Lightning
- 1854: Champion of the Seas
- 1854: James Baines
- 1854: Blanche Moore
- 1854: Santa Claus
- 1854: Benin
- 1854: Commodore Perry
- 1854: Japan
- 1855: Donald McKay
- 1855: Zephyr
- 1855: Defender
- 1856: Henry Hill
- 1856: Mastiff
- 1856: Minnehaha
- 1856: Amos Lawrence
- 1856: Abbott Lawrence
- 1856: Baltic
- 1856: Adriatic
- 1858–1859: Alhambra
- 1858: R.R. Higgins
- 1859: Benj. S. Wright
- 1860: Mary B. Dyer
- 1860: H. & R. Atwood
- 1861–1862: General Putnam
- 1864–1865: Trefoil
- 1864–1865: Yucca
- 1864–1865: Nausett
- 1864–1865: Ashuelot
- 1866: Geo. B. Upton
- 1866: Theodore D. Wagner
- 1867: North Star
- 1867–1868:  Helen Morris
- 1868: Sovereign of the Seas
- 1869: Glory of the Seas
- 1869: Frank Atwood
- 1874–1875: Adams
- 1874–1875: Essex
- 1875: America